# Sad Mac

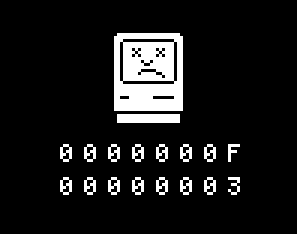
Symbol

Der Sad Mac (engl. für trauriger Mac) ist ein Symbol, das bei älteren Computern aus der Macintosh-Reihe (Old World ROM) verwendet wird, um einen beim Start des Systems aufgetretenen Fehler anzuzeigen, der den weiteren Start des Systems unmöglich macht. Es zeigt eine kleine Darstellung eines Macintosh 128k, mit dem dieses Symbol erstmals eingeführt worden ist, dessen eingebauter Monitor ein trauriges Gesicht mit nach unten gezogenen Mundwinkeln und ausgekreuzten (toten) Augen darstellt.

## Varianten
Unterhalb des Sad-Mac-Symbols befindet sich eine Anzeige, die mit Hilfe von mehreren Hexadezimalziffern Aufschluss über Art und Grund des aufgetretenen Fehlers gibt. In den ersten, MC68000-basierten Macintosh-Computern erfolgt die Anzeige ohne Ton. Spätere Modelle, die den Sad Mac verwenden, spielen bei einem solchen Fehler auch einen kurzen Klang oder eine Melodie. Die Tonfolge variiert je nach Fehler und lässt geübten Servicetechnikern Rückschlüsse auf die Art des Fehlers zu; bei der häufigen Ursache fehlerhafter Speicher z. B. auf die betroffene Speicherbank.
Der Sad Mac kann gezielt hervorgerufen werden, indem beim Start die Unterbrechen-Taste gedrückt wird (wenn das entsprechende Gerät über eine solche verfügt), oder indem nach dem Startton die Tastenkombination ⌘ Befehl + ⏻ (Ein-/Ausschalttaste) gedrückt wird.
Während eines erfolgreichen Starts wird ein ähnliches Bild mit einem glücklichen Gesicht gezeigt.